# Astrabe
Astrabe is een geslacht van straalvinnige vissen uit de familie van grondels (Gobiidae).

## Soorten
- Astrabe fasciata Akihito & Meguro, 1988
- Astrabe flavimaculata Akihito & Meguro, 1988
- Astrabe lactisella Jordan & Snyder, 1901